# 永坪镇 (礼县)
永坪镇，是中华人民共和国甘肃省陇南市礼县下辖的一个乡镇级行政单位。
2014年，甘肃省民政厅批复同意撤销永坪乡，设立永坪镇。

## 行政区划
永坪镇下辖以下地区：
苏河村、河那村、平泉村、刘王村、赵坪村、毛李村、冉城村、上寺村、寺台村、下石咀村、上石咀村、永坪村、团庄村、周家村、刘集村、魏河村、马沟村、上尧村、陈山村、孙家村、九图村、杏坪村、竹林村、兴建村、年家村和牟涧村。